# Aulographina
Aulographina — рід грибів родини Asterinaceae. Назва вперше опублікована 1960 року.

## Класифікація
До роду Aulographina відносять 2 види:
- Aulographina eucalypti
- Aulographina pinorum